# Contrat nouvelle embauche
Der Contrat nouvelle embauche, abgekürzt CNE, dt. Vertrag bei Neueinstellung, wurde als arbeitsmarktpolitisches Instrument von dem konservativen Premierminister Dominique de Villepin im August 2005 per Verordnung im Eilverfahren eingeführt. Zusammen mit dem Contrat première embauche (CPE) wurde der CNE in einem Gesetzespaket mit dem Titel Loi pour l'égalité des chances (franz. Gesetz für die Gleichheit der Chancen) verabschiedet und sollte der Umsetzung des Flexicurity-Konzepts der Europäischen Union dienen. Gegen beide Gesetze gab es in Frankreich heftige Proteste.

## Ausgestaltung
Der Contrat nouvelle embauche sollte in Kleinunternehmen mit höchstens 20 Beschäftigten durch ein vereinfachtes Beendigungsverfahren und eine verkürzte Klagefrist den Arbeitgebern mehr Flexibilität und Rechtssicherheit bei Neueinstellungen gewähren. Er konnte innerhalb der ersten zwei Jahre durch den Arbeitgeber ohne Begründung per Einschreiben beendet werden, insbesondere im Falle einer Konjunkturkrise oder negativer Konjunkturaussichten. Die wichtigsten Kündigungsschutzregeln zur personen- oder betriebsbedingten Kündigung waren für zwei Jahre ab Vertragsschluss nicht anwendbar. Die Beendigung musste dem Arbeitnehmer lediglich per Einschreiben mitgeteilt werden.

## Rechtliches Schicksal
Im August 2005 erhoben mehrere Gewerkschaften beim Conseil d’État eine Nichtigkeitsklage (recours pour excès de pouvoir), da die Verordnung nach ihrer Ansicht wegen eines Verstoßes gegen das Übereinkommen der Internationalen Arbeitsorganisation sowie die Europäische Sozialcharta nichtig war. Der Conseil d’État stellte am 19. Oktober 2005 jedoch die Rechtmäßigkeit der Verordnung und ihre Vereinbarkeit mit dem internationalen Arbeitsrecht fest. 
Da Entscheidungen des Conseil d’État für die Gerichte der ordentlichen Gerichtsbarkeit nicht bindend sind, erklärten die Richter des Arbeitsgerichts (Conseil de prud’hommes) von Longjumeau im April 2006 insbesondere den zweijährigen Ausschluss des Kündigungsschutzes unter Abwägung der Interessen der Arbeitgeber und der Arbeitnehmer für unangemessen. Die Entscheidung wurde durch das Pariser Berufungsgericht und anschließend die Cour de cassation bestätigt.
Auch die Kommission der Internationalen Arbeitsorganisation (IAO) betonte, dass die übliche Dauer
einer Probezeit nicht länger als 6 Monaten betragen dürfe.
In der Folge wurden die CNE-Arbeitsverträge, die vor dem 26. Juni 2008 abgeschlossen worden waren, kraft Gesetzes in reguläre unbefristete Arbeitsverträge umgewandelt. Arbeitnehmer, die mit einem CNE eingestellt worden waren, durften nur noch unter Berücksichtigung der allgemeinen Kündigungsvorschriften
gekündigt werden.
Mit dem Gesetz zur Modernisierung des Arbeitsmarktes wurde der CNE wieder abgeschafft.